# 926 Imhilde
926 Imhilde è un asteroide della fascia principale del diametro medio di circa 48,48 km. Scoperto nel 1920, presenta un'orbita caratterizzata da un semiasse maggiore pari a 2,9913249 UA e da un'eccentricità di 0,1744442, inclinata di 16,26518° rispetto all'eclittica.
Il nome per questo asteroide è stato scelto a caso dal popolare calendario Lahrer Hinkender Bote, pubblicato nella città di Lahr/Schwarzwald, in Germania.